# روبرت فلويد (ممثل)
روبرت فلويد (بالإنجليزية: Robert Floyd)‏ هو ممثل أمريكي، ولد في 6 مايو 1967 في الولايات المتحدة.

## وصلات خارجية
- روبرت فلويد على موقع IMDb (الإنجليزية)
- روبرت فلويد على موقع ميتاكريتيك (الإنجليزية)
- روبرت فلويد على موقع روتن توميتوز (الإنجليزية)
- روبرت فلويد على موقع ألو سيني (الفرنسية)
- روبرت فلويد على موقع قاعدة بيانات الفيلم (الإنجليزية)